# Westlake Corporation
Westlake Corporation (NYSE: WLK) er en amerikansk kemivirksomhed, der producerer petrokemikalier, polymerer og byggematerialer. Virksomheden blev etableret af Ting Tsung Chao i 1986. Westlake Chemical har to segmenter: Olefiner og Vinyl. De har hovedkvarter i Houston, Texas med 15.920 ansatte i flere lande.